# District de Saryaghash
Le district de Saryaghash (kazakh : Сарыағаш ауданы) est un district de l'oblys de Turkestan.
Son centre administratif est la localité de Saryaghach.

## Démographie
L'estimation de 2013 donne (303 019 habitants).